# 가코가와선
가코가와선(일본어: 加古川線)은 일본 효고현 가코가와시의 가코가와역부터 단바시의 다니카와역을 잇는 서일본 여객철도의 철도 노선(지방 교통선)이다.

## 노선 정보
- 관할(사업 종별): 서일본 여객철도(제1종 철도사업자)
- 노선 거리(영업 거리): 48.5 km
- 궤간: 1067mm
- 역 수: 21 개(기종점역 포함)
  - 단 가코가와 선 소속 역으로 한정할 경우, 산요 본선 소속의 가코가와역, 후쿠치야마선 소속의 다니카와역이 제외되어, 19역이 된다.
- 복선화 구간: 없음(전 구간 단선)
- 전철화 구간: 전 구간(직류 1500V)
- 폐색 방식: 특수 자동 폐색식
- 운전 지령소: 오사카 종합 지령소 산하 가코가와 지령소
- 최고속도: 85 km/h

## 역 목록
- 전 구간 효고현에 소재.

| 역명         | 일어 역명    | 역간 거리 | 영업 거리 | 접속 노선                                       | 소재지     |
| ------------ | ------------ | --------- | --------- | ----------------------------------------------- | ---------- |
| 가코가와     | 加古川       | -         | 0.0       | 서일본 여객철도 산요 본선(JR 고베선)            | 가코가와시 |
| 히오카       | 日岡         | 2.5       | 2.5       |                                                 | 가코가와시 |
| 간노         | 神野         | 2.3       | 4.8       |                                                 | 가코가와시 |
| 야쿠진       | 厄神         | 2.6       | 7.4       |                                                 | 가코가와시 |
| 이치바       | 市場         | 4.1       | 11.5      |                                                 | 오노시     |
| 오노마치     | 小野町       | 2.2       | 13.7      |                                                 | 오노시     |
| 아오         | 粟生         | 2.9       | 16.6      | 호조 철도 호조선 北条線 고베 전철 아오선 粟生線 | 오노시     |
| 가와이니시   | 河合西       | 2.6       | 19.2      |                                                 | 오노시     |
| 아오노가하라 | 青野ヶ原     | 2.1       | 21.3      |                                                 | 오노시     |
| 야시로초     | 社町         | 2.9       | 24.2      |                                                 | 가토시     |
| 다키노       | 滝野         | 3.1       | 27.3      |                                                 | 가토시     |
| 다키         | 滝           | 1.1       | 28.4      |                                                 | 가토시     |
| 니시와키시   | 西脇市       | 2.8       | 31.2      |                                                 | 니시와키시 |
| 신니시와키   | 新西脇       | 1.1       | 32.3      |                                                 | 니시와키시 |
| 히에         | 比延         | 2.3       | 34.6      |                                                 | 니시와키시 |
| 니혼헤소코엔 | 日本へそ公園 | 1.5       | 36.1      |                                                 | 니시와키시 |
| 구로다쇼     | 黒田庄       | 2.4       | 38.5      |                                                 | 니시와키시 |
| 혼쿠로다     | 本黒田       | 3.5       | 42.0      |                                                 | 니시와키시 |
| 후나마치구치 | 船町口       | 1.8       | 43.8      |                                                 | 니시와키시 |
| 구게무라     | 久下村       | 2.5       | 46.3      |                                                 | 단바시     |
| 다니카와     | 谷川         | 2.2       | 48.5      | 서일본 여객철도 후쿠치야마선                    | 단바시     |